# 전골수구

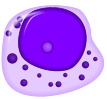
호염기성 전골수구

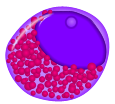
호산성 전골수구

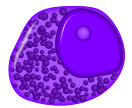
호중성 전골수구

전골수구(promyelocyte) 또는 전과립구(progranulocyte)는 골수모세포에서 발달하여 골수구로 발달하는 과립구 전구세포이다. 전골수구는 직경이 12-20μm이다. 전골수구의 핵은 골수모세포와 거의 같은 크기이지만 세포질은 훨씬 더 풍부하다. 또한 골수모세포보다 덜 두드러진 핵소체를 가지고 있으며 염색질은 더 거칠고 덩어리져 있다. 세포질은 호염기성이며 적색/자주색의 아주르친화성 과립(일차과립)을 가지고 있다.

## 추가 이미지

조혈 과정